# Вино в Древнем Риме

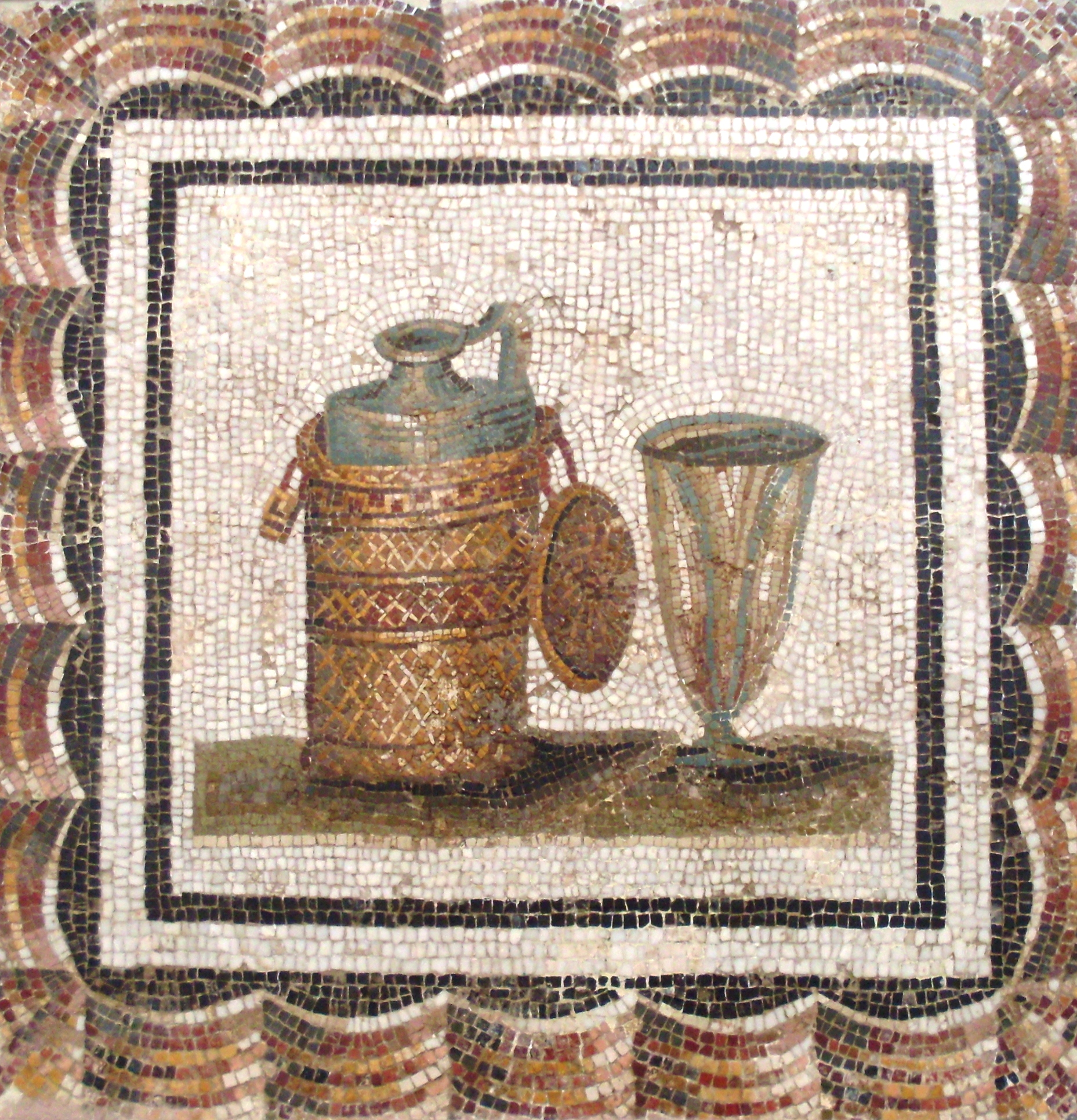
Винный кубок. Мозаика из музея Бардо, Тунис

Самыми популярными во время трапезы напитками римлян всех слоёв населения были вода и вино:397.
В Древнем Риме вино было продуктом массового употребления и экспортировалось во все уголки империи. Перевозилось обыкновенно в амфорах, по Европе — также в бочках. В период расцвета империи вино повсеместно развозили в бочках. В Риме употреблялось как местное, так и привозное вино, высоко ценилось старое, выдержанное вино. Технологию выращивания винограда и приготовления вина римляне в основном заимствовали из греческого опыта.

## История
Самые ранние влияния на виноградарствo на итальянском полуостровe можно отнести к древним грекам и этрускам. Подъём Римской империи способствовал как технологическому прогрессу, так и растущему осознанию виноделия, которое распространилось на все части империи. Влияние Рима оказало глубокое влияние на историю основных винодельческих регионов Франции, Германии, Италии, Португалии и Испании.
Римская вера в то, что вино было повседневной необходимостью, сделала напиток «демократичным» и вездесущим; в различных формах оно было доступно как аристократам, так и рабам, крестьянам и женщинам. Чтобы обеспечить постоянные поставки вина римским солдатам и колонистам, виноградарство и виноделие распространились на все части империи. Экономические возможности, представленные торговлей вином, привлекли торговцев к ведению бизнеса с племенами, проживающими в Галлии и Германии, привнося римское влияние в эти регионы ещё до прибытия римских военных.
Произведения римских писателей, прежде всего, — Катона, Колумеллы, Горация, Катулла, Палладия, Плиния, Варро и Вергилия, позволили понять роль вина в римской культуре, а также современное понимание виноделия и практики виноградарства. Многие из методов и принципов, впервые разработанных в древнеримские времена, можно найти в современном виноделии.

## Сорта вин
Популярным было красное вино, однако среди лучших изысканных вин присутствовали и белые — цекубское и фалернское. По вкусу римлянам было сладкое вино vinum dulce, некоторые хозяйства производили praedulce (особенно сладкое вино).
Римляне знали, как приготовить из тёмного вина более светлое благодаря хранению. В книге Апиция De re coquinaria описывается рецепт ускорения этого процесса.
По вкусовым качествам было известно множество сортов (всего около 185-и), которые в общем можно разбить на категории:
- vinum austerum — сухое
- vinum tenue — возможно, полусухое
- vinum dulce — сладкое

Римляне различали по цвету белое и красное вино, Плиний, однако, различает 4 категории вин:
- vinum album — белое
- vinum fluvum — жёлтое
- vinum sanguineum — кроваво-красное
- vinum nigrum — чёрное

### Сорта по регионам
Римлянам были известные следующие сорта вин:
- Альбанские вино  — вино с Альбанских холмов к югу от Рима.
- Массикское — со склонов горы Massicus в Кампании.
- Соррентийское вино — вино из Сорренто, недалеко от Помпей.
- Фалернское вино — первоклассное белое вино из Кампании. В конце республики и первом веке н. э. фалернское вино янтарного цвета считалось самым благородным сортом.
- Цекубское вино — белое вино хорошего качества из Caecubum к югу от Рима (южный Лаций).

## Употребление вина
При употреблении вина в качестве напитка, оно обычно разбавлялось водой, а неразбавленное вино употреблялось прежде всего в кулинарии, например, при изготовлении соусов. Некоторые римляне также пили вино «по греческому обычаю» (по представлению римлян), то есть неразбавленным (см. также Древнеримская кухня и здоровье). Некоторые народы, по мнению римлян, также употребляли вино неразбавленным, например, фракийцы и скифы.
Соотношение вина и воды варьировалось в зависимости от личных предпочтений хозяина дома или заведения. Соотношения составляли (в основном по данным греческих источников): 2:5, 1:2, 1:3 и 1:4, при этом в смесь добавлялось значительно больше воды чем, собственно, вина. Вино в пропорции 1:1 считалось крепким и приготавливалось например, для Сатурналий.
Летом вино охлаждали льдом из специальных погребов или в амфорах с двойными стенками, в которые заливалась вода для охлаждения; зимой вино часто подогревали в сосудах, похожих на самовар. Вина разливали не сразу из амфоры в бокал или чашу, а перед подачей пропускали через бронзовое сито, чтобы очистить напиток от примесей и специй.
Вино, заказанное в питейном или другом заведении быстрого питания, посетителям подносили уже разбавленным водой. Многие вина, особенно ароматизированные, хранились в загустевшем виде. В чистом виде такое вино имело вязкую консистенцию и высокое содержание алкоголя. Таким образом вина в винных погребах, походили на сироп, и при оптимальных условиях содержали 16—18% алкоголя.

### Винные напитки
Из винограда приготовлялись также различные винные напитки: пассум (passum) — вино из сушёного винограда, дефрутум (defrutum/defritum, содержал Ацетат свинца(II)) или сапа (sapa) — проваренные виноградные морсы, лора — лёгкий алкогольный напиток из виноградных выжимок. Выжимки смешивали с водой и снова прессовали, полученный напиток как можно быстрее употреблялся, так как очень быстро превращался в уксус. Легионерам поставлялись виноградные выжимки, так что они сами могли варить себе такой напиток. Если лора превращалась в уксус, то из неё ещё можно было сделать posca, уксусную воду. Плиний называл лору Vinum operarium — «вино работников». Рабы Катона получали в течение трёх месяцев после сбора винограда такое «вино», прежде чем им выдавалось настоящее вино.
Особой популярностью пользовался медовый винный напиток мульсум — напиток тёмно-красного цвета из свежего виноградного сока и мёда в пропорции 4:1. Мульсум способствовал, по представлению римлян, пищеварению, продлевал жизнь, в тёплом виде помогал при поносе. Мульсум изготавливался также из вина, но в процессе изготовления происходило выпаривание спирта и напиток получался безалкогольным. На вопрос императора Августа, как некоему Поллиону Ромилию удалось прожить более ста лет, тот ответил, что благодаря медовому вину внутрь и (оливковому) маслу снаружи (Плиний, «Естественная история», XXII 114).
Также существовал рецепт наподобие современного глинтвейна conditum paradoxum — смесь из вина, мёда, перца, лаврового листа, фиников, мастиковой смолы и шафрана, которая несколько раз варилась и употреблялась в горячем или холодном виде.
Aromatites, десертные вина и вина со специями, производили большинство потребителей и хозяева заведений по собственным рецептам с добавлением пряностей. Вина со специями ценились в медицине, например, вино с добавкой морского лука применялось от хронического кашля.
Желая придать вину более сложный вкус, иногда к нему добавляли лепестки роз (Rosatum) или фиалок (violatum), перец (piperatum), листья алоэ или ягоды мирта, можжевельник, лавровые листья, ветви кипариса, полынь или даже благовония (нард или мирру). Кроме того использовались анис, укроп, фенхель, мята, фисташки. Другими добавками могли быть: морская вода и свинцовый сахар (токсичный ацетат свинца) для солёной или сладковатой ноты; гипс, тёртый мрамор и глина увеличивали кислотность вина.

## Хранение вин
Среднее время созревания вин составляло 15 лет, многие амфоры хранились в подвалах более длительный срок. Изысканное вино, предназначенное для массового потребления, хранилось около 3—4 лет.
Информацию о вине писали сначала на стенках амфор, и стёршаяся надпись служила вину лучшей рекомендацией. Разлитое по амфорам вино хранилось на чердаках в дымоходах; перед употреблением его доставали и какое-то время хранили в винном погребе. Лучшим возрастом для вина считались 15—20 лет.
Лучшим винным годом считался Opimianer, урожай фалернского вина, сбора 121 года до н. э. (правление консула Луция Опимия). Обильный урожай в тот год был исключительного качества. Некоторые амфоры этого вина просуществовали и 200 лет спустя. Плиний пишет, однако, что это вино нельзя было пить, так как оно имело вкус горького мёда.
Качество вин достигалось только после нескольких лет хранения, а иногда и десятилетий. Суррентинское дозревало в течение 25-и лет, фалернское и альбанское хранились до 15-и лет, сабинское оставляли в подвалах на 7 лет, и куманское и номентанское — 5 лет.

## Цены
В Помпеях кубок простого вина стоил 1 асс, более хорошего качества 2 асса, фалернское вино 4 асса. Вино из виноградных выжимок было ещё дешевле.

## Культура употребления вина

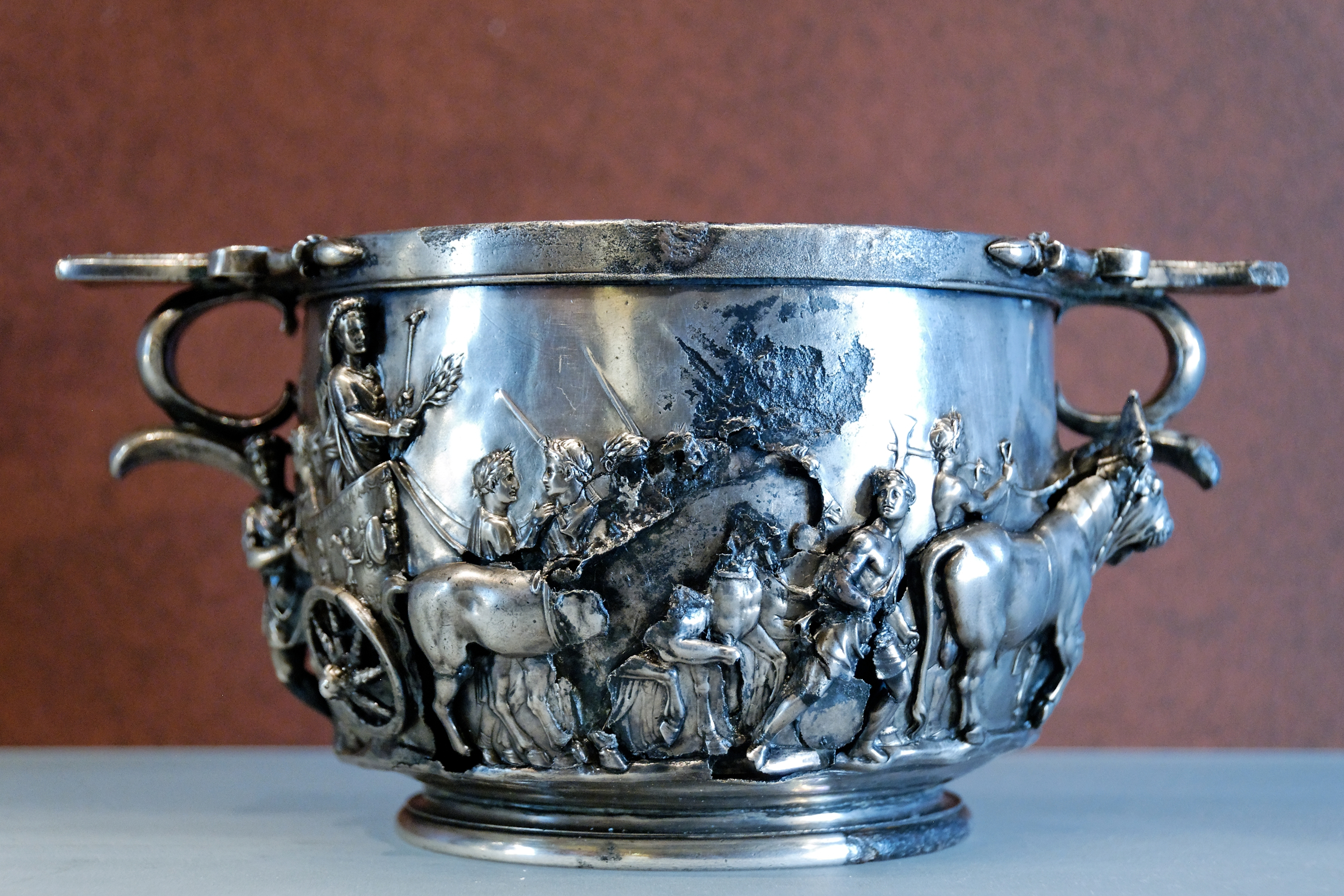
Кантарус на низком основании, популярен с конца Республики (Триумф императора Тиберия. Лувр)

Вино употребляли в больших количествах, например, в лагере легионеров Виндоланда в Британии на день рассчитывалось 73 модия вина (около 635 литров) на 500 человек.
На comissatio, пирушке, которая устраивалась после ужина по особым случаям или без и длилась часто до рассвета, киданием костей выбирался «магистр» или «арбитр» пития или «царь» (magister bibendi, arbiter bibendi, rex), который устанавливал пропорции смеси вина и воды. Магистр также следил за тем, в какой последовательности (по очереди, начиная с главного места (a summo), или начиная с любого другого гостя) и сколько каждый присутствующий должен был выпить, предлагал гостям произнести тосты, давал знак наполнять чаши. Тосты произносились в том числе в честь императора или других отсутствующих важных людей; обычным тостом было пожелание «Всех тебе благ!» (Bene te!). Иногда присутствующие должны были выпить столько маленьких кубков (cyathi, 0,045 литра), сколько букв насчитывалось в имени хозяина:345. К comissatio гости надевали венки из цветов или листьев плюща и мирта, столы посыпались лепестками цветов (фиалок, лилий и роз), гостям подносились благовония, которые наносились на руки, лицо и волосы.
Вино, особенно для больных и стариков, советовали разбавлять тёплой водой:343.

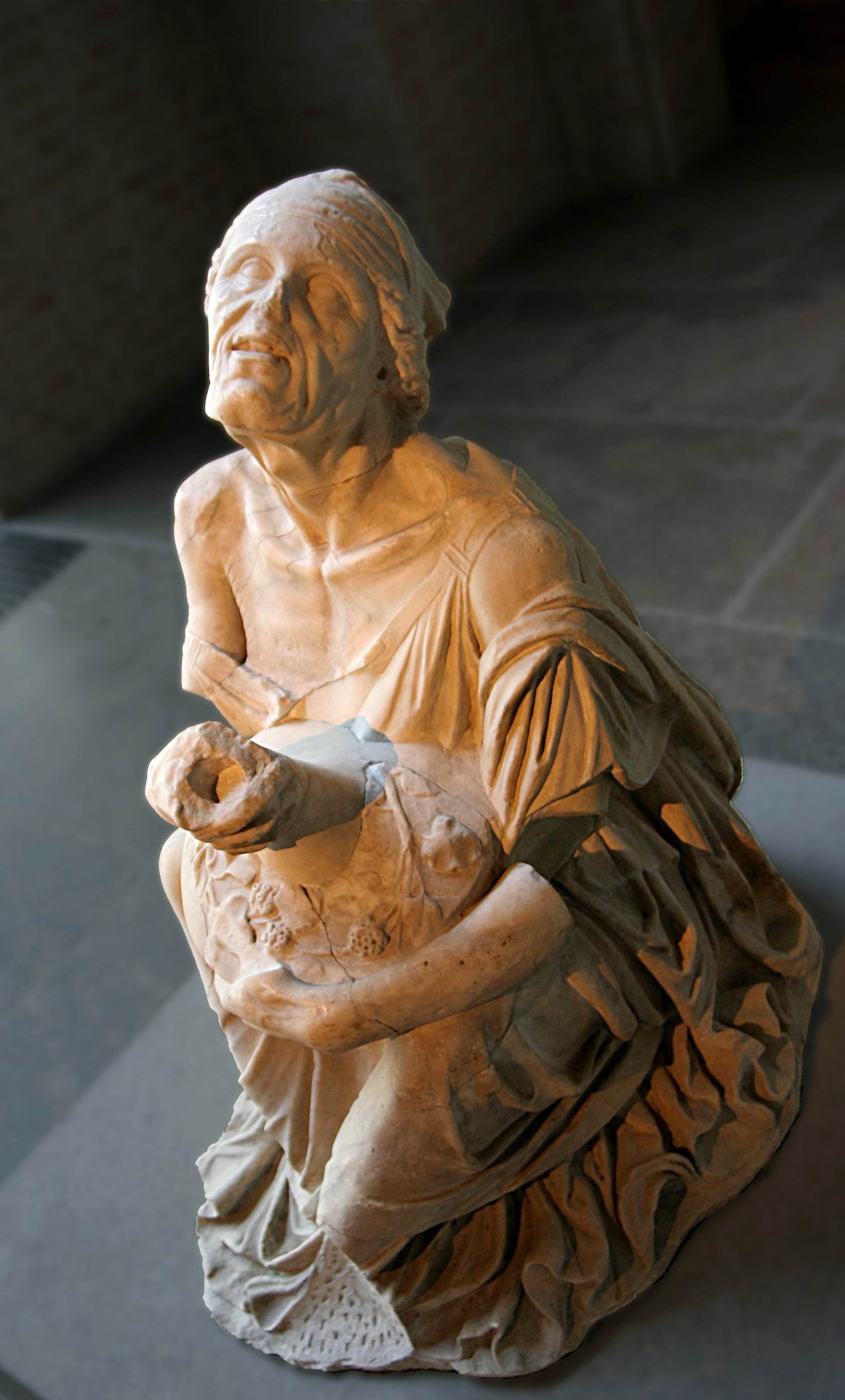
«Старая пьяница», римская копия с греческого оригинала века II до н. э.

### Чрезмерное употребление вина
Римские источники не сообщают о распространении алкоголизма в римском обществе. Однако некоторые римляне по всей видимости страдали алкогольной зависимостью. Плиний Старший в Естественной истории причислял к негативным сторонам употребления вина прежде всего зависимость: вино — «… напиток; от которого человек теряет голову, неистовствует, совершает тысячу преступлений и который столь сладостен, что многие люди видят в нём единственную радость жизни». Плиний описывает воздействие вина на тело и психику: бледность, обвисшие щеки, трясущиеся руки, ночная тревога и забывчивость. Сенека называет такие последствия злоупотребления вином как умственное разложение, предрасположенность к тяжелым заболеваниям и психические расстройства.
Римляне считали признаками алкоголизма привычку употреблять неразбавленное вино и употреблять вино на пустой желудок:14:CXXII, 6.

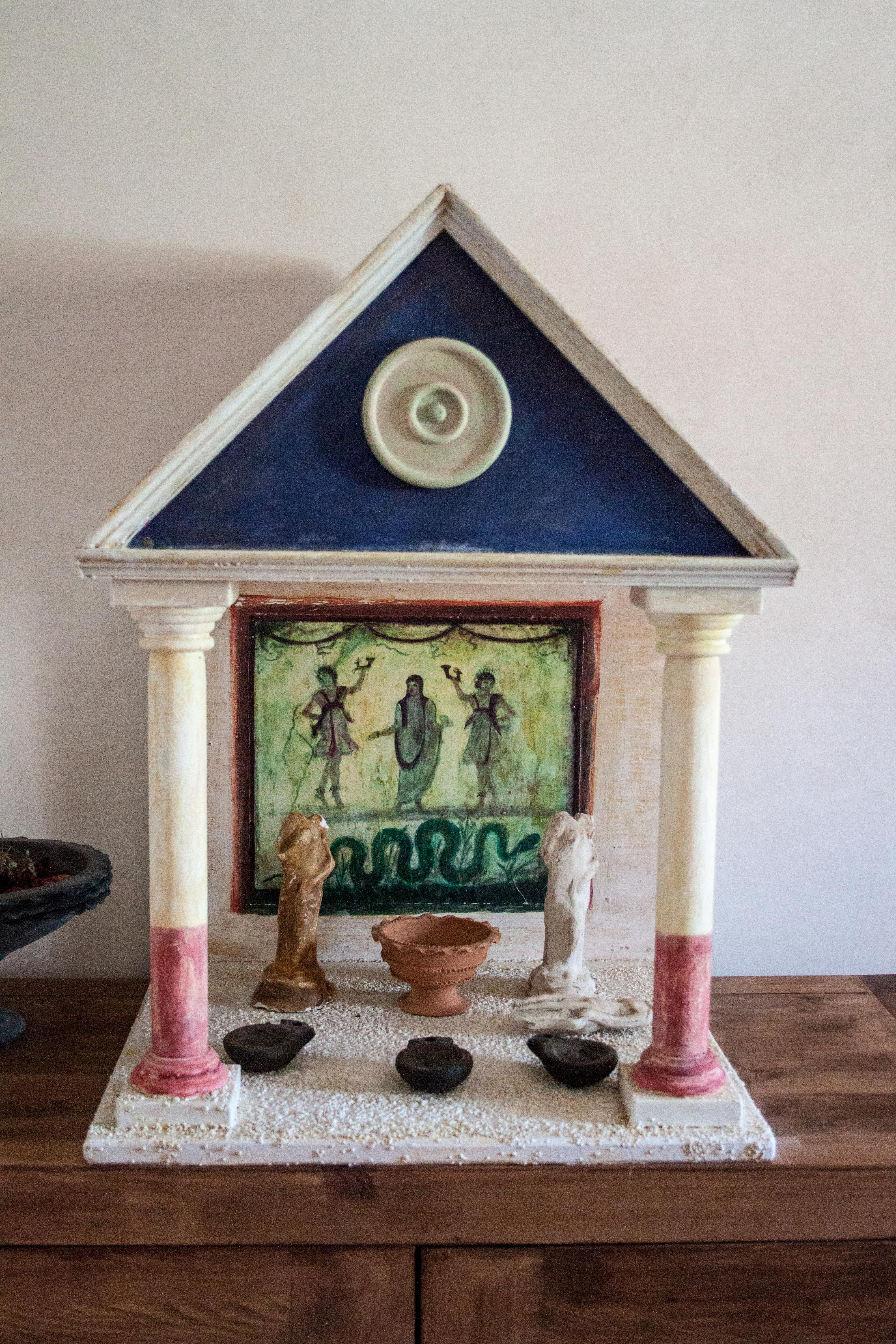
Реконструкция домашнего алтаря (ларария)

### Вина в обрядах
Римляне использовали вина в религиозных и погребальных обрядах. Для культовых целей использовалось неразбавленное вино — vinum merum:54. После затухания погребального костра близкие умершего заливали пепел водой или вином:54. Ежедневно римляне приносили жертвоприношения богам. Символически жертвовалась часть еды, чаще всего вино, фрукты или же благовония. По всей видимости, вино жертвовали в первую очередь, так как такие жертвоприношения назывались libamentum («возлияния»):270.
При жертвоприношениях животных делались три винных жертвоприношения: перед самой жертвой вином и благовониями, затем перед умертвлением вином орошали животное. Непосредственно винное жертвоприношение проводилось при сжигании внутренних органов животного на алтаре:54.

## Вино в медицине
Римские врачи считали вино средством против множества заболеваний. Вино употреблялось в лечебных целях как для внешнего применения, так и для принятия внутрь для лечения соматических и психических заболеваний. Например, при простуде, болях в желудке, лечения от укусов змей и скорпионов. В качестве средства контрацепции использовались пессарии на основе шерсти, которые обмакивались в смесь из вина, оливкового масла, мёда и смолы.

## Вино в римской литературе
В различных мифах имя Диониса получает разные эпитеты — «Шумный», «Несущийся», «Гремящий», «Ликующий», «Носитель шкуры» и многие другие:15. В романе Петрония мальчик-раб предстаёт перед гостями в роли Вакха на пиру у Трималхиона то «Шумным», то «Освободителем». По мнению поэтов и писателей, Дионис освобождал душу и тело от общественных рамок. Так поэт Тибулл рассматривал начала танца именно в этом освобождении (I 7, 37). В античной литературе описываются способности вина освободить человека от тоски, забот, безнадёждности и душевных мук.

Несмотря на все «освободительные» качества вина, авторы не забывают напомнить и об опасности быстрой ссоры, особенно, если выпить более 3 кубков. О разборках и ссорах на почве злоупотребления вина писали Ювенал (сатира 5 26) и Петроний (Сатирикон 74, 10).
Как следствие чрезмерного употребления вина описывается легкомыслие и преувеличенная смелость, и как следствие ссоры, рукоприкладство и ранения. Опасными римляне считали пирушки скифов и фракийцев, так как, по представлению римлян, эти народы пили вино неразбавленным, и поэтому служили для римлян и греков символом варварской неумеренности:22.
В то же время вино и литература неразлучны для большинства поэтов, так Гораций пишет, что стихи, написанные после выпитой воды, ничего не стоят, Овидий описывает себя как поэта Вакха.
Вино также может воспламенить «бессмысленную любовь», то есть ту, которая в трезвом виде не могла бы никогда случиться. Овидий пишет, что вино подготавливает для любовного чувства сердца и открывает их. Апулей пишет о свойстве вина разжигать страсть Metam II 16, 127; 17, 132. Вместе с тем поэты часто дают совет вином залить несчастную любовь, Овидий называет вино «лекарством любви».
Цезарь писал, что бельгийские нервии и германские свевы не допускали у себя распространение вина, так как считали, что вино ослабляет человека и размягчает его.